# Gemini 6
Gemini 6A (officiellement Gemini VI-A) est la cinquième mission habitée du programme Gemini et la onzième mission spatiale habitée américaine. L'objectif du vol est la mise au point des manœuvres de rendez-vous dans l'espace, objectif réalisé mais sans arrimage final. En 2010, la capsule est exposée à l’Oklahoma History Center, Oklahoma City, Oklahoma, États-Unis.

## Équipage
- Walter Schirra (2)[note 1], pilote commandant de bord
- Thomas Stafford (1)[note 1], pilote

Équipage de réserve
- Gus Grissom, pilote commandant de bord
- John Young, pilote

## Objectif initial
Gemini 6 doit être la première mission à s'amarrer avec une fusée-cible Agena, lancée une heure et quarante-et-une minutes avant sur une orbite circulaire à 286 km. Le rendez-vous doit être réalisé au plus tôt lors de la quatrième orbite de Gemini. Quatre exercices d'accostage sont prévus, pour une mission ne dépassant pas vingt-quatre heures. L'opération est planifié pour le 25 octobre, mais 6 minutes après son départ, les liaisons avec l'Agena sont interrompues par l'explosion en vol de la fusée et la mission est annulée alors que l'équipage de Gemini 6 était assis dans la capsule, prêt au décollage.

## Objectif révisé
La NASA programme une autre mission (baptisée Gemini 6A) : un lancement huit jours après celui de Gemini 7 et une rencontre orbitale entre les deux véhicules à moins d'un mètre de distance, mais sans arrimage car les véhicules ne sont pas conçus pour. L'impératif pour permettre le lancement de Gemini 6 est la préparation du complexe de lancement 19 dédié aux  Titan-Gemini entre sept et dix jours après le lancement de Gemini 7, au lieu du minimum de trois semaines habituel.

## Déroulement du vol
Le pas de tir 19 ayant été peu endommagé, sa remise en état prend un jour d'avance sur les prévisions, et la première tentative de lancement a lieu le 12 décembre mais la rupture d'une connexion électrique de 5 cm de diamètre cause l'arrêt des moteurs juste après leur mise à feu. Les astronautes sont extraits de la capsule deux heures plus tard.
L'orbite de la cible Gemini 7 est circularisée le 10 décembre, à 301 km d'apogée et 298 de périgée, ce qui doit simplifier les calculs de manœuvre de Gemini 6. Le lancement de Gemini 6 est finalement réussi à sa troisième tentative, le 15 décembre à 13h 37m GMT. Gemini 6 est placé sur une orbite plus basse que celle de sa cible avec un périgée de 160 km. Cette orbite est progressivement relevée par les allumages successifs des moteurs de Gemini 6.  

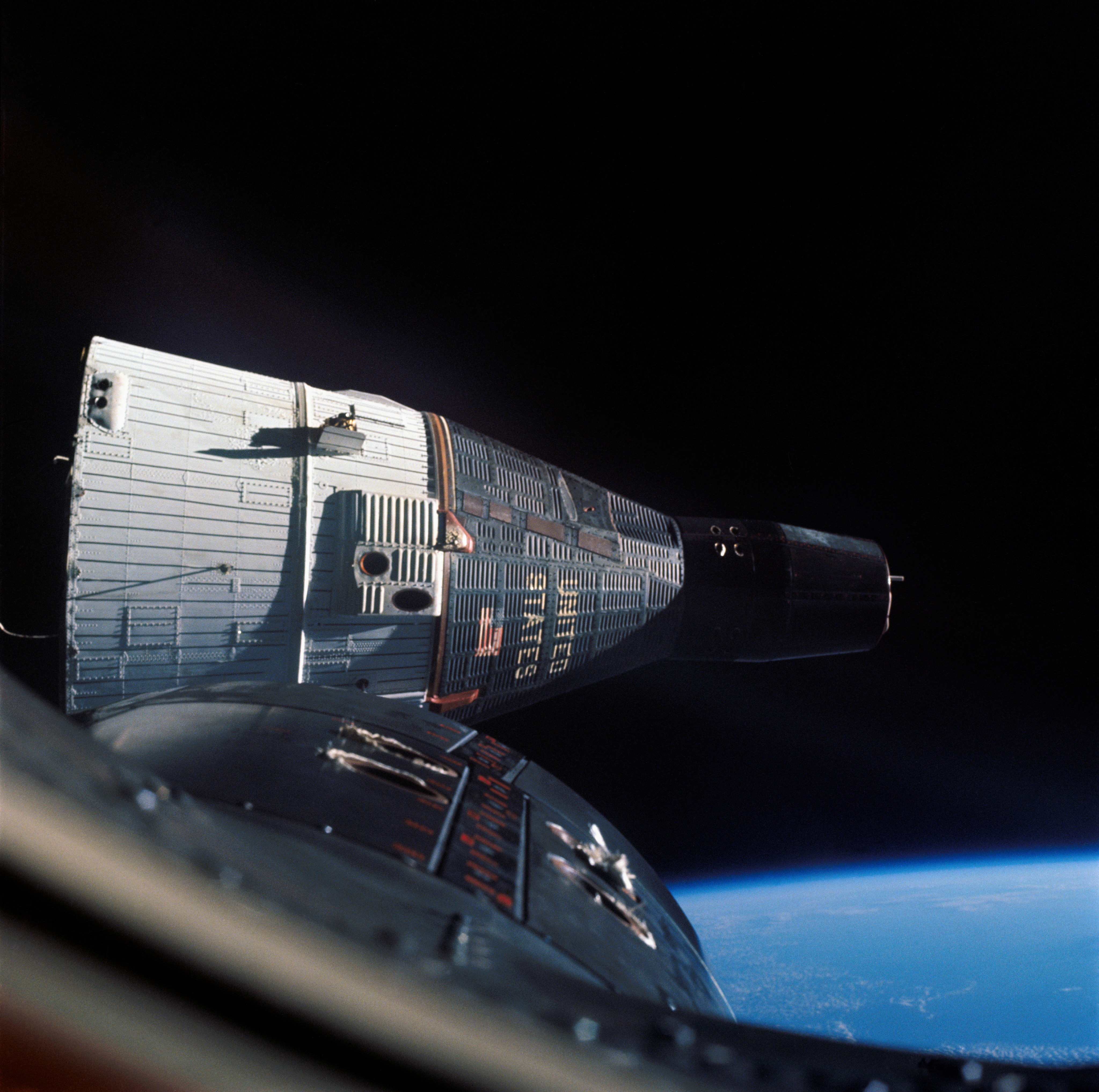
Gemini 7 vu par Gemini 6.

Le radar de Gemini 6 détecte le répondeur de Gemini 7 à plus de 400 km de distance et la liaison radio directe entre les vaisseaux est établie. Schirra charge alors l'ordinateur de bord d'effectuer le rendez-vous. À 18 h 58 min GMT, le contact visuel  avec Gemini 7 est établi par ses clignotants de répérage, qui émettent 80 éclairs par minute, visibles à 48 km. À 19 h 17 min GMT, les deux engins ne sont plus qu'à 14 km l'un de l'autre, à 19 h 21 min GMT, la distance n'est plus que de 6 km et Schirra commence à ralentir pour ne pas dépasser Gemini 7. À 19 h 37 min GMT, le rendez-vous est réalisé, Stafford annonce que les deux vaisseaux volent à 40 mètres l'un de l'autre. Durant les heures suivantes, Schirra tourne autour de Gemini 7 et fait varier la distance entre eux de 90 mètres à 30 cm, ce qui permet aux astronautes de se voir à travers leurs hublots, d'échanger des plaisanteries et de prendre de spectaculaires photographies.

## Blague et musique
Avant leur rentrée atmosphérique, Schirra et Stafford font une blague : ils annoncent au centre spatial de Houston avoir détecté un objet volant non identifié dont ils essayent de capter les signaux, et jouent soudain Jingle Bells sur un harmonica et des grelots, précisant alors qu'un astronaute à barbe blanche vient de passer près d'eux sur un traîneau en leur souhaitant « Joyeux Noël ». C'était la première fois que des instruments de musique (emportés sans autorisation) furent joués dans l'espace.
Le retour est réalisé le 16 décembre à 15 h 29 min, avec précision, par un amerrissage à 10 km seulement du point prévu et avec une minute d'écart sur l'heure prévue. La cabine et les astronautes sont ensuite récupérés par les hélicoptères du porte-avions USS Wasp.